# أكرم الزوي
أكرم الزوي ( مواليد 24 ديسمبر 1991)، لاعب كرة قدم ليبي يلعب مع نادي الوطني السعودي كمهاجم.

## مسيرته الرياضية
بدأ مشواره الكروي مع نادي الهلال الليبي ثم التحق بالدوري المصري مع نادي دمنهور المصري على سبيل الإعارة من ناديه الهلال وقدم مستويات جيدة. تقدّم نادي الحسين إربد الأردني لنادي الهلال الليبي بطلب للتعاقد مع اللاعب في شهر أغسطس من سنة 2015. نجح في اعتلاء صدارة هدافي دوري المناصيرالأردني للموسم 2015/2016 حيث تمكن من تسجيل 14 هدفاً.